# Società Polisportiva Ars et Labor 1993-1994
Questa pagina raccoglie le informazioni riguardanti la Società Polisportiva Ars et Labor nelle competizioni ufficiali della stagione 1993-1994.

## Stagione
Dopo la retrocessione al termine della stagione precedente, la SPAL si prepara al campionato di Serie C1 cercando di fare tesoro degli errori commessi. Così vengono richiamati Giorgio Zamuner e Massimo Mezzini, pilastri del gruppo che aveva conquistato la Serie B due stagioni prima. Viene confermato in panchina Gian Cesare Discepoli e la squadra viene ridisegnata: dei big arrivati l'anno precedente rimangono solo Rodolfo Vanoli e Massimiliano Fiondella, i nuovi sono Antonio Martorella, Salvadore Bacci, Patrizio Paolone ed il bomber Girolamo Bizzarri che realizzerà 21 reti.
Il girone di andata senza nessuna sconfitta sembra il preludio alla risalita in B, ma l'inizio del ritorno è segnato cinque sconfitte in sei partite. La lotta per il primo posto che garantirebbe la promozione diretta sfuma, il campionato viene vinto dal ChievoVerona con la SPAL che chiude al terzo posto. La semifinale play-off propone la sfida più sentita, il derby emiliano con il Bologna. I biancazzurri, accompagnati da diecimila tifosi, vincono 2-0 al Dall'Ara e perdono 1-0 in casa, arrivando così alla finale in campo neutro di Verona contro il Como. Al Bentegodi si consuma una delusione tremenda per i dodicimila spallini al seguito: il Como di Marco Tardelli vince 2-1 conquistando la promozione.

## Rosa
| N. |                   | Ruolo | Calciatore             |
| -- | ----------------- | ----- | ---------------------- |
|    | Italia (bandiera) | C     | Luca Albieri           |
|    | Italia (bandiera) | D     | Salvadore Bacci        |
|    | Italia (bandiera) | A     | Girolamo Bizzarri      |
|    | Italia (bandiera) | C     | Andrea Bottazzi        |
|    | Italia (bandiera) | P     | Maurizio Brancaccio    |
|    | Italia (bandiera) | A     | Massimo Cicconi        |
|    | Italia (bandiera) | P     | Di Fiore               |
|    | Italia (bandiera) | D     | Massimiliano Fiondella |
|    | Italia (bandiera) | D     | Sergio Lancini         |
|    | Italia (bandiera) | D     | Andrea Mangoni         |

| N. |                   | Ruolo | Calciatore         |
| -- | ----------------- | ----- | ------------------ |
|    | Italia (bandiera) | C     | Antonio Martorella |
|    | Italia (bandiera) | A     | Andrea Messersì    |
|    | Italia (bandiera) | A     | Massimo Mezzini    |
|    | Italia (bandiera) | C     | Davide Olivares    |
|    | Italia (bandiera) | D     | Patrizio Paolone   |
|    | Italia (bandiera) | C     | Stefano Papiri     |
|    | Italia (bandiera) | D     | Michele Paramatti  |
|    | Italia (bandiera) | C     | Stefano Salvatori  |
|    | Italia (bandiera) | D     | Rodolfo Vanoli     |
|    | Italia (bandiera) | C     | Giorgio Zamuner    |

## Risultati

### Serie C1 (girone A)

#### Girone di andata
| Arbitro: | D'Errico (Frattamaggiore) |

|               |           |  |
| Paramatti 75’ | Marcatori |  |

| Arbitro: | Serena (Bassano del Grappa) |

|                              |           |                             |
| Pasa 12’ (rig.) Clementi 88’ | Marcatori | 31’ (rig.), 60’ G. Bizzarri |

| Arbitro: | Rossi (Ciampino) |

|                                         |           |             |
| Mezzini 10’ G. Bizzarri 60’, 73’ (rig.) | Marcatori | 13’ Parente |

| Prato 3 ottobre 1993 4ª giornata | Prato                     | 0 – 0 | SPAL | Stadio Lungobisenzio\| Arbitro: \| Misticoni (Ascoli Piceno) \| |
| Arbitro:                         | Misticoni (Ascoli Piceno) |       |      |                                                                 |

| Arbitro: | Farina (Novi Ligure) |

|              |           |            |
| Bottazzi 36’ | Marcatori | 56’ Ermini |

| Sesto San Giovanni 17 ottobre 1993 6ª giornata | Pro Sesto           | 0 – 0 | SPAL | Stadio Breda\| Arbitro: \| Pisacreta (Salerno) \| |
| Arbitro:                                       | Pisacreta (Salerno) |       |      |                                                   |

| Arbitro: | Strazzera (Trapani) |

|                              |           |  |
| G. Bizzarri 26’ Bottazzi 32’ | Marcatori |  |

| Arbitro: | Casaluci (Lecce) |

|  |           |            |
|  | Marcatori | 67’ Papiri |

| Arbitro: | Gambino (Barletta) |

|                            |           |  |
| G. Bizzarri 8’ Lancini 78’ | Marcatori |  |

| Arbitro: | D. Messina (Bergamo) |

|              |           |                        |
| Campioli 87’ | Marcatori | 76’ (rig.) G. Bizzarri |

| Arbitro: | G. Bizzotto (Castelfranco Veneto) |

|                             |           |                           |
| G. Bizzarri 10’ Zamuner 85’ | Marcatori | 63’ Mazzucato 90’ Bambini |

| Arbitro: | M. Branzoni (Pavia) |

|                |           |                        |
| Fermanelli 54’ | Marcatori | 65’ (rig.) G. Bizzarri |

| Arbitro: | Ruggiero (Nocera Inferiore) |

|                                   |           |           |
| G. Bizzarri 8’ (rig.) Mezzini 70’ | Marcatori | 59’ Rossi |

| Arbitro: | Bancale (Latina) |

|                 |           |  |
| G. Bizzarri 29’ | Marcatori |  |

| Arbitro: | De Santis (Tivoli) |

|                                   |           |                                      |
| Lancini 33’ (aut.) Mazzaferro 73’ | Marcatori | 25’ (rig.) G. Bizzarri 58’ Paramatti |

| Arbitro: | Rizzo (Catania) |

|                                   |           |           |
| G. Bizzarri 19’, 86’ Bottazzi 35’ | Marcatori | 81’ Conca |

| Arbitro: | L. Branzoni (Pavia) |

|  |           |                    |
|  | Marcatori | 75’ (aut.) Carillo |

#### Girone di ritorno
| Arbitro: | Corda (Cagliari) |

|               |           |  |
| Tamagnini 83’ | Marcatori |  |

| Arbitro: | De Prisco (Nocera Inferiore) |

|                        |           |                                |
| G. Bizzarri 26’ (rig.) | Marcatori | 7’ Clementi 88’ (rig.) Martini |

| Arbitro: | F. Bizzotto (Castelfranco Veneto) |

|               |           |                                    |
| Mirabelli 58’ | Marcatori | 54’ G. Bizzarri 79’ (aut.) Boscolo |

| Arbitro: | Pola (Rovereto) |

|             |           |                          |
| Zamuner 69’ | Marcatori | 72’ Argentesi 78’ De Min |

| Arbitro: | Gronda (Genova) |

|                         |           |  |
| Pergolizzi 5’ Negri 67’ | Marcatori |  |

| Arbitro: | D'Errico (Frattamaggiore) |

|             |           |                         |
| Zamuner 55’ | Marcatori | 39’ Macellari 42’ Falco |

| Arbitro: | Dagnello (Trieste) |

|                |           |                             |
| Ferraresso 20’ | Marcatori | 50’ Cicconi 52’ G. Bizzarri |

| Arbitro: | Longo (Paola) |

|                         |           |  |
| Cicconi 8’ Olivares 59’ | Marcatori |  |

| Arbitro: | Freddi (Sassari) |

|             |           |                           |
| Superbi 28’ | Marcatori | 4’ G. Bizzarri 36’ Papiri |

| Arbitro: | Pellegatta (Collegno) |

|  |           |              |
|  | Marcatori | 82’ Campioli |

| La Spezia 17 aprile 1994 28ª giornata | Spezia             | 0 – 0 | SPAL | Stadio Alberto Picco\| Arbitro: \| Gambino (Barletta) \| |
| Arbitro:                              | Gambino (Barletta) |       |      |                                                          |

| Arbitro: | Ruggiero (Nocera Inferiore) |

|                               |           |              |
| G. Bizzarri 44’ Fiondella 57’ | Marcatori | 84’ Galletti |

| Empoli 1º maggio 1994 30ª giornata | Empoli               | 0 – 0 | SPAL | Stadio Carlo Castellani\| Arbitro: \| D. Messina (Bergamo) \| |
| Arbitro:                           | D. Messina (Bergamo) |       |      |                                                               |

| Arbitro: | Serena (Bassano del Grappa) |

|                  |           |                                                     |
| Aresi 41’ (rig.) | Marcatori | 22’ (rig.), 57’ G. Bizzarri 64’ Zamuner 80’ Mezzini |

| Arbitro: | Ercolino (Cassino) |

|                        |           |              |
| Vanoli 25’ Cicconi 68’ | Marcatori | 35’ G. Rossi |

| Arbitro: | Bancale (Latina) |

|               |           |             |
| Danelutti 72’ | Marcatori | 74’ Zamuner |

| Arbitro: | Capozzi (Vicenza) |

|                            |           |                       |
| Martorella 59’ Zamuner 83’ | Marcatori | 36’ (rig.) S. Mariani |

#### Play-off promozione
| Arbitro: | Farina (Novi Ligure) |

|  |           |                          |
|  | Marcatori | 54’ Zamuner 81’ Olivares |

| Arbitro: | Freddi (Sassari) |

|  |           |               |
|  | Marcatori | 48’ Pazzaglia |

| Arbitro: | De Santis (Tivoli) |

|                              |           |             |
| Bacci 24’ (aut.) Catelli 51’ | Marcatori | 67’ Mezzini |

### Coppa Italia
| Arbitro: | Boggi (Salerno) |

|                 |           |                                   |
| G. Bizzarri 54’ | Marcatori | 63’ (rig.) Maiellaro 115’ Vanigli |

## Coppa Italia Serie C
| Mantova 10 novembre 1993 Sedicesimi - Andata | Mantova                         | 0 – 0 | SPAL | Stadio Danilo Martelli\| Arbitro: \| Vendramin (Castelfranco Veneto) \| |
| Arbitro:                                     | Vendramin (Castelfranco Veneto) |       |      |                                                                         |

| Arbitro: | Divino (Lido di Ostia) |

|               |           |                 |
| Messersì 104’ | Marcatori | 120’ L. Benetti |